# Johan Elsensohn
Johan Elsensohn (Amsterdam, 13 januari 1884 - aldaar, 23 maart 1966) was een Nederlands acteur en toneelschrijver.

## Levensloop
In zijn beginjaren werkte hij voor het toneelgezelschap van Herman Bouber. Zo speelde hij in 1917 de hoofdrol in diens toneelstuk Mooie Neel. Hij schreef ook zijn eigen toneelstukken, waaronder Een huishouwe van Jan Steen. In 1922 werkte hij samen met Bouber aan het maken van het toneelstuk Duif en Doffer. Een ander toneelstuk dat hij heeft geschreven is Allemaal Jan Klaassen. Het was een gewaagde onderneming, omdat er destijds, in 1928, een financiële crisis was. Het laatste stuk dat hij schreef is Het kind van de buurvrouw uit 1934.
Aan het begin van de jaren '20 was Elsensohn in verscheidene stomme films te zien, maar hij gaf zijn filmcarrière in 1925 op voor het theater. Hij werkte onder andere voor het Vereenigd Rotterdamsch-Hofstad Tooneel. Daar speelde hij met Annie van Ees, Cor van der Lugt en Mary Dresselhuys in het toneelstuk De keizer van Amerika. In 1934 keerde hij terug naar de filmindustrie en speelde tot en met 1936 in verscheidene films.
In deze periode ontmoette hij Fien de la Mar, een actrice met wie hij in 1935 de cabaretrevue De Blokkendoos tot stand bracht. In zijn latere jaren was hij voornamelijk te zien in het cabaret of revues. Ook was hij aan het begin van de Tweede Wereldoorlog werkzaam bij Het Nederlandsch Tooneel. Hij speelde in 1940 naast onder andere Ank van der Moer in Het Finsche meisje. Elsensohn overleed op 82-jarige leeftijd.